# Angéla Németh
Angéla Németh [ˈɒŋɡeːlɒ ˈneːmɛt] (nach Heirat Ránky; * 18. Februar 1946 in Budapest; † 5. August 2014) war eine ungarische Leichtathletin. Bei einer Körpergröße von 1,76 m betrug ihr Wettkampfgewicht 75 kg.

## Leben
Bei den Olympischen Spielen 1968 begann das Finale im Speerwurf wie vier Jahre vorher: die Rumänin Mihaela Peneș ging im ersten Versuch in Führung. Anders als vier Jahre zuvor wurde sie aber schon im zweiten Versuch übertroffen, als Angéla Németh mit 60,36 m der einzige 60-Meter-Wurf des Wettbewerbs gelang. Németh gewann Gold vor Mihaela Peneș und Eva Janko aus Österreich.
Nach ihrer Heirat trat sie als Angéla Ránky bei den Europameisterschaften 1969 an. Mit 59,76 m gewann sie vor ihrer Landsfrau Magdolna Vidos. Zwei Jahre später bei den Europameisterschaften 1971 wurde Angéla Ránky mit 57,44 m Vierte.
Bei den Olympischen Spielen 1972 verpasste Angéla Ránky mit 53,48 m als 13. der Qualifikation nur knapp das Finale. Als Zwölfte kam Magdolna Paulányi, wie Magdolna Vidos nach der Heirat hieß, mit 53,62 m weiter.